# Ischnomesus birsteini
Ischnomesus birsteini là một loài chân đều thuộc họ Ischnomesidae. Loài này được Wolff miêu tả khoa học năm 1962.